# Rosy Bindi
Maria Rosaria (Rosy) Bindi (ur. 12 lutego 1951 w Sinalundze) – włoska polityk i działaczka katolicka, była minister, parlamentarzystka krajowa i europejska.

## Życiorys
Ukończyła studia wyższe z zakresu nauk politycznych, była pracownikiem naukowym Uniwersytetu w Sienie. Związana z organizacjami katolickimi, w połowie lat 80. została wiceprzewodniczącą Azione Cattolica.
W tym okresie zaangażowała się w działalność Chrześcijańskiej Demokracji. Z jej ramienia w latach 1989–1994 zasiadała w Parlamencie Europejskim.
W 1994 została wybrana do Izby Deputowanych XII kadencji. Z powodzeniem ubiegała się o reelekcję w wyborach w 1996, 2001, 2006, 2008 i 2013 na XIII, XIV, XV, XVI i XVII kadencję niższej izby parlamentu.
Po rozwiązaniu chadecji na skutek afer korupcyjnych, znalazła się w gronie założycieli Włoskiej Partii Ludowej, a później wśród liderów koalicyjnego centrolewicowego Drzewa Oliwnego. Od 1996 do 2000 (w okresie rządów Romano Prodiego i Massimo D’Alemy) sprawowała urząd ministra zdrowia.
Po zjednoczeniu się PPI z innymi ugrupowaniami działała w nowo powstałej partii Margherita. Po zwycięstwie L’Unione w wyborach w 2006 objęła stanowisko ministra do spraw rodziny w drugim rządzie Romano Prodiego.
W 2007 bez powodzenia ubiegała się o przywództwo tworzonej w tym okresie Partii Demokratycznej. W ramach PD stanęła na czele frakcji lewicowych katolików.